# نو مار باریک
نو مار باریک یک ستاره است که در صورت فلکی مار باریک قرار دارد.